# Marc Albrecht
Pour les articles homonymes, voir Albrecht.
Marc Albrecht, né à Hanovre en 1964, est un chef d'orchestre allemand. 

## Biographie
Après des études à Hanovre et à Vienne, au cours desquelles il obtient des prix d’importance comme le concours Ferenc Fricsay de Berlin, il commence sa carrière comme assistant de Claudio Abbado au Gustav Mahler Jugendorchester de Vienne. En 1988, il est nommé assistant du directeur musical du Staatsoper de Hambourg avant de devenir premier Kapellmeister au Semperoper de Dresde. Entre 1995 et 2001, il est directeur musical au Staatstheater de Darmstadt et, entre 2001 et 2004, premier chef invité au Deutsche Oper à Berlin. Il fait ses débuts au festival de Bayreuth en 2003 dans Le Vaisseau fantôme de Richard Wagner et la même année au Festival de Salzbourg dans Les Bacchantes de Egon Wellesz. Marc Albrecht fut directeur musical de l'Orchestre philharmonique de Strasbourg de 2004 à 2011. Il assure la direction de l'orchestre philharmonique des Pays-Bas (Nederlands Philharmonisch Orkest) et de l'opéra des Pays-Bas (De Nederlandse Opera) à partir de 2011.
Marc Albrecht est particulièrement renommé pour ses interprétations des œuvres de Richard Wagner et de Richard Strauss.
À compter de 2020, il reprend une carrière internationale de chef invité et dirige notamment l'Orchestre philharmonique d'Oslo, l'Orchestre de la fondation Gulbenkian à Lisbonne et l'Orchestre du Konzerthaus de Berlin.
En 2025, il est nommé chef principal de l'Antwerp Symphony Orchestra à partir de septembre 2026,.

## Distinctions
- International Opera Award dans la catégorie « chef d'orchestre » (2019)[6].